# Zlatko Turkalj
| Zlatko Turkalj | |
| Rodno ime      | Zlatko Turkalj |
| Poznat i kao   | Turki |
| Rođen          | Zagreb, 16. ožujka 1968. |
| Zanimanje      | hrvatski radijski novinar i voditelj |
| Medij:         | Hrvatski radio |
| Nagrade        | 1996. Kristalno i zlatno zvono, festival oglašivača Hrvatske, za interpretaciju i cjelokupni dojam reklamne poruke. 1997. Kristalni mikrofon, novinara i voditelja godine po odluci Udruge hrvatskih lokalnih javnih glasila. U izboru Večernjakova ruža u samom vrhu s uzastopno osvojenim drugim i trećim mjestom. 15. travnja 2008. dobio posebnu nagradu STATUS (Hrvatske glazbene unije) za osobit doprinos promicanju hrvatske glazbe. 2009. dobitnik je nagrade HRT-a za autorski, novinarski i voditeljski rad na projektu „Svjetsko rukometno prvenstvo“. 2014. dobitnik je nagrade Porin u kategoriji Najbolji tematsko - povijesni album za album Zagrebfest 60 godina. 2015. dobitnik je posebnog priznanja Društva za kajkavsko kulturno stvaralaštvo za višegodišnji novinarski rad te promicanje kajkavske kulture i tradicije 2017. dobitnik je posebnog priznanja Hrvatske diskografske udruge za promociju i doprinos hrvatskoj diskografiji. 2018. dobitnik je posebnog priznanja Splitskog festivala za 30 godina praćenja ovog legendarnog festivala kroz svoje osebujne glazbene reportaže, razgovore, osvrte i komentare. 2019. dobitnik je posebnog priznanja za novinarsko-konceptualni diskografski projekt, serijal emisija o Dini Dvorniku. 2022. dobitnik je posebnog priznanje za organiziranje i promicanje kulturne glazbene vrijednosti Hrvatske diskografske udruge za projekt „Žene u glazbenoj industriji”. |
|                | |

Zlatko Turkalj Turki (Zagreb, 16. ožujka 1968.), hrvatski radijski novinar i voditelj.
Zlatko Turkalj je studirao kemiju na Prirodoslovno-matematičkom fakultetu u Zagrebu i diplomirao novinarstvo na Fakultetu političkih znanosti u Zagrebu. Prvo iskustvo s radijem stječe na RVG-u (Radio Velika Gorica). Tijekom 1980-ih bio je autor, urednik i voditelj glazbenih emisija za mlade Topoteka i Pozornica, razgovorne emisije Detektivska agencija, te urednik i voditelj radijskih javljanja sa Zagrebačkog velesajma. Od 1997. do 2004. na Obiteljskom radiju, uz autorske emisije, bio je i urednik zabavnog programa. Od veljače 2004. radi na Hrvatskom radiju kao urednik, komentator, koordinator i voditelj. 2018. godine imenovan je za urednika Zabavnog programa Hrvatskoga radija (HRA). Autor je dokumentarno glazbenog serijala Žene u glazbenoj industriji emitiranog 2021. godine. Autor je knjige Žene u glazbi, stihu i interpretaciji (73 priče o albumima) i Glazbena spajalica (75 priča o albumima). Dobitnik je nagrade Ivan Šibl za životno djelo.

## Životopis
Tijekom ratnih godina vodio je program za hrvatske branitelje (Moja domovina) i ujedno pokrenuo autorsku emisiju Music pub, koja je prvotno zamišljena kao razgovorna emisija s gostujućim poznatim imenima vezanim uz aktualne događaje. Gosti su bili sportaši, glumci, glazbenici, televizijske zvijezde, itd. Istovremeno postaje zamjenik direktora programa i jedan od kreatora programa RVG-a.
Nedugo nakon prvog serijala emitiranja, Music pub se pretvara u središnju glazbenu emisiju RVG-a i cijele Zagrebačke županije. Projekt je prvi u hrvatskoj radiofoniji uveo kontinuirane radijske koncerte poznatih imena. Music pub je prvi u Hrvatskoj predstavio publici tada još anonimnu grupu E.T., Gibonnija, Maju Blagdan, Ninu Badrić, grupe Divas, Colonia, Pips, Chips & Videoclips, itd. Nakon dvije godine emitiranja, Music pub je na kraju 1992. godine organizirao veliki glazbeni događaj na kojem je proglasio najuspješnije izvođače i glazbene proizvode. Music pub je, uz to što je glazbena razgovorna emisija, bio i ostao prva hrvatska glazbena nagrada.
Od osnivanja akcije, Zlatko Turkalj vodi i animira projekt Brodom po Jadranu. 1997. prelazi na Obiteljski radio, gdje djeluje kao urednik i voditelj. Iste godine kreće s novim autorskim glazbenim projektom pod naslovom Turki Party. Turki Party premijerno donosi sve značajnije glazbene novitete, upriličuje gostovanja, te zbog utjecaja postaje i neslužbeno radijsko glasilo Dore, hrvatskog izbora za pjesmu Eurovizije.
Hrvatske predstavnike na Euroviziju prati od 1997. godine noseći sa sobom improvizirani studio i javljajući se s Eurovizije izravno i svakodnevno u jednosatnoj emisiji. Kao novinar je pozvan u Tursku kako bi pratio turneju Gorana Karana, te u Australiju u pratnju Vesne Pisarović i Gorana Karana. 
U to vrijeme realizira pet emisija uživo iz Sydneya s prilozima o našim iseljenicima koji već više od tridesetak godina žive u Australiji. U Češkoj prati medijsko-koncertnu turneju grupe Karma. Prisustvuje i medijski prati uručenje zlatne i platinaste ploče grupi Karma za prvo mjesto na top listi najprodavanijih albuma te države. U razdoblju od 1992. do 2003. javlja se kao glazbeni recenzent u Večernjem listu i reporter časopisa Gloria.
Na HTV-u je bio suradnik glazbene emisije Cro Pop Rock, kao novinar, voditelj i recenzent, te emisije Pretežno vedro. Surađuje s diskografskim kućama Crno-bijeli svijet i Croatia records. Iste kuće objavile su i albume koji donose snimke živih nastupa izvođača tijekom emitiranja emisija Music pub i Turki Party.
Trenutačno radi kao autor edicije Šlageri. Do sada su toj ediciji objavljena četiri albuma od planiranih deset. Cijela edicija je koncipirana za spas izumirućeg i jednog od značajnih izraza domaće glazbene scene. Od 1995. član je Hrvatskog novinarskog društva i Hrvatske glazbene unije.
Od veljače 2004. radi na Hrvatskom radiju kao urednik, komentator, koordinator i voditelj.
Autor je emisije Svijet diskografije u sklopu koje se emitira i službena Hrvatska top lista.  
Na Drugom programu Hrvatskog radija uređuje i komentira sve značajnije glazbene manifestacije: koncerte, festivale, dodjelu nagrade Porin, humanitarne akcije Hrvatske radiotelevizije, te organizira godišnju glazbenu nagradu Music pub. Od 2016. godine nagrada Music pub u kategoriji najboljega pjevača nosi naziv Oliver Dragojević Od 2017. godine nagrada Music pub u kategoriji najbolje pjevačice nosi naziv Tereza Kesovija
2013. postaje autor i voditelj emisije Urbofon međunarodnog programa Glas Hrvatske. Riječ je o tjednom pregledu glazbene scene, predstavljanju autora ili izvođača s pop, rock, elektronske i alternativne scene, te izvođače koji djeluju unutar hrvatskih zajednica i klubova u iseljeništvu.
2015. djeluje kao urednik i komentator emisija The Voice – Najljepši glas Hrvatske na Drugom programu Hrvatskoga radija.
2016. autor je glazbene akcije Zimzeleno a novo II. Riječ je o vinilnom izdanju na kojem su objavljene originalne pjesme, na A strani (Kićo Slabinac, Novi fosili, Ana Štefok, Oliver Dragojević, Drago Diklić i Mišo Kovač), te obrade u akustičnim verzijama i u interpretaciji mlađih glazbenika, na B strani ploče. (Fluentes, The Blondes, Renata Sabljak & Nebo, Vindon Havin, Auguste i The A). Zimzeleno a novo podsjetnik je na antologijske glazbene materijale, koji su u vrijeme nastanka bili korak ispred vremena i obilježili glazbenu produkciju šezdesetih, sedamdesetih i osamdesetih godina („Plavuša“, „Šuti moj dječače plavi“, „Balada“, „Vjeruj u ljubav“, „Sad si tu“ i „Ostala si uvijek ista“).

2017. autor je glazbene akcije Zimzeleno a novo III. Riječ je o vinilnom izdanju na kojem su objavljene originalne pjesme, na A strani (Haustor „Radio“, Parni Valjak „Neda“, Film „Zona sumraka“, Cacadou Look „Sama“, Denis i Denis „Čuvaj se“, Prljavo Kazalište „Ma kog' me Boga za tebe pitaju“ i Xenia „Sasvim slučajno“), na B strani ploče nove verzije koje su snimili (K.I.P., Rezerve, Noa, Mateo Pilat, Bang Bang, Mia Dimšić i Flyer“. Album je objavljen 16. ožujka 2017.
2018. autor je i urednik serije emisija o „hrvatskom kralju funka” Dini Dvorniku. Kroz osam dokumentarno glazbenik emisija Turkalj je s Dininim najbližim suradnicima i prijateljima otkrio slušateljima Drugog programa Hrvatskog radija (HRA2) detalje o životu i radu Dine Dvornika te pojedinosti o tome kako su nastali legendarni hitovi „Zašto praviš slona od mene”, „Ljubav se zove imenom tvojim”, „Ella Ee”, „Hipnotiziran” i brojni drugi. U svakoj emisiji predstavljena je i nova obrada jednoga hita Dine Dvornika, koje su snimili njegovi prijatelji i glazbeni sljedbenici, danas jedni od najboljih domaćih izvođača plesne, klupske glazbe. Sve snimke objavljene su na vinilu i dio su glazbene akcije Zimzeleno a novo.
2018. imenovan je za urednika Zabavnog programa Hrvatskoga radija (HRA).
2019. dobitnik je posebnog priznanja za novinarsko-konceptualni diskografski projekt, serijal emisija o Dinu Dvorniku i Zimzeleno a novo – Specijal Dino Dvornik. Priznanje je Turkalju uručena 14. listopada povodom obilježavanja Nacionalnog dana albuma (HDU / ZAPRAF).
16. lipnja 2020., povodom 30 godina emitiranja radijske emisije Music pub, Hrvatska radiotelevizija i Croatia Records objavile su dvostruko vinilno izdanje Music pub na kojem se nalaze dotad neobjavljene snimke iz emisija. Riječ je o kolekciji poznatih pjesma u akustičnim verzijama koje su autori i izvođači pripremili posebno za svoje nastupe u emisiji Music pub. Urednik izdanja je Zlatko Turkalj.
Zlatko Turkalj urednik je knjige 72 priče o albumima, koja je objavljena povodom Nacionalnog dana albuma 2020. u izdanju Hrvatske diskografske udruge. Prvi put u jednoj knjizi objavljeni su najznačajniji hrvatski albumi u zadnjih 25 godina, te priče autora, izvođača, diskografa, novinara i glazbenih kritičara.
Godine 2021. Zlatko Turkalj autor je dokumentarno glazbenog serijala Žene u glazbenoj industriji, koji se emitirao na Drugom programu Hrvatskoga radija (HRA2), od 4. studenog do 20. prosinca 2021. U deset emisija Turkalj je predstavio 30 intervjua i priča u kojima ističe ulogu žena te odnos prema njima u glazbenom svijetu i glazbenoj produkciji.
O ženama u hrvatskoj glazbi piše i u svojoj knjizi Žene u glazbi, stihu i interpretaciji (73. priče o albumima) u izdanju Hrvatske diskografske udruge. Na promociji knjige 11. studenog 2021. na sajmu knjiga Interliber o knjizi su govorile Tereza Kesovija, Radojka Šverko, Zdenka Kovačiček i Mia Dimšić. Na Dan prodavaonica ploča 2022. u Zagrebu je održana promocija vinila Ja sam žena koji predstavlja soundtrack radijskog dokumentarnog serija „Žene u glazbenoj industriji” i knjige 73 priče o albumima – žene u glazbi, stihu i interpretaciji autora Zlatka Turkalja. Na promociji su govorili urednici vinilnog izdanja Zlatko Turkalj Turki i Želimir Babogredac, glavna urednica programa Hrvatskoga radija Eliana Čandrlić Glibota te glazbene dive: Meri Cetinić, Gabi Novak, Jasna Zlokić i Mia Dimšić.
Godine 2023. Zlatko Turkalj autor je knjige Glazbena spajalica (75 priča o albumima). Promocija je održana 21. listopada u knjižari Hoću knjigu. Na promociji su o Turkaljevoj knjizi i novinarskoj važnosti i utjecaju govorili: Gabi Novak, Željko Bebek, Mirosav Rus i Želimir Babogredac. Knjigu čine priče iz prve ruke, one koje ne ostavljaju mjesta nedoumici je li se nešto dogodilo ili nije, one koje nisu plod nečijeg subjektivnog mišljenja. U knjizi su životne priče autora, glazbenika i izvođača. Neki od njih su: Arsen Dedić, Oliver Dragojević, Mišo Kovač, Rajko Dujmić, Dino Dvornik, Jasenko Houra, Jura Stublić, Husen Hasanefendić, Kićo Slabinac i Darko Rundek. Knjiga je „puna emocija, radosti, veselja, tuge, boli – svega što čini život”, izjavio je Turkalj na predstavljanju knjige.

## Nagrade
- 1996. Kristalno i zlatno zvono, festival oglašivača Hrvatske, za interpretaciju i cjelokupni dojam reklamne poruke.
- 1997. Kristalni mikrofon, novinara i voditelja godine po odluci Udruge hrvatskih lokalnih javnih glasila.
- U izboru Večernjakova ruža u samom vrhu s uzastopno osvojenim drugim i trećim mjestom.
- 15. travnja 2008. dobio posebnu nagradu Status Hrvatske glazbene unije za osobit doprinos promicanju hrvatske glazbe.[14]
- 2009. dobitnik je nagrade HRT-a za autorski, novinarski i voditeljski rad na projektu „Svjetsko rukometno prvenstvo“.[15]
- 2014. dobitnik je nagrade Porin u kategoriji Najbolji tematsko - povijesni album za album Zagrebfest 60 godina.[16]
- 2015. dobitnik je posebnog priznanja Društva za kajkavsko kulturno stvaralaštvo za višegodišnji novinarski rad te promicanje kajkavske kulture i tradicije
- 2017. na Svjetski dan prodavaonica ploča, 22. travnja 2017. dobitnik je posebnog priznanja Hrvatske diskografske udruge za promociju i doprinos hrvatskoj diskografiji.[17]
- 2018. dobitnik je posebnog priznanja Splitskog festivala za 30 godina praćenja ovog legendarnog festivala kroz svoje osebujne glazbene reportaže, razgovore, osvrte i komentare.[18]
- 2018. dobitnik nagrade Hrvatske diskografske udruge za najtiražnije vinilno izdanje Zimzeleno A Novo – Dino Dvornik.
- 2019. dobitnik je posebnog priznanja za novinarsko-konceptualni diskografski projekt, serijal emisija o Dini Dvorniku.[19][13]
- 2022. dobitnik je nagrade Hrvatske radiotelevizije (HRT-a), poslovne jedinice Program, za dokumentarni serijal „visoke kulturološke i javne vrijednosti”, „Žene u glazbenoj industriji”.[20]
- 2025. dobitnik je nagrade Ivan Šibl, Hrvatske radiotelevizije, za životno djelo.[21]

## Sudjelovanja
- 1997. organizirao i osmislio Band aid radijskih zvijezda za snimanje pjesme »Djeci svijeta svih planeta«. Godinu dana kasnije okupio 40 izvođača koji su Zagrebu za njegov devetstoti rođendan darovali pjesmu i video spot »Grad ljubavi«.
- Organizirao okupljanje Band aida za snimanje pjesme i spota »Od srca mog« kao doprinos akciji Dajmo da čuju, čiji je bio i voditelj. Uz organizaciju snimanja potpisuje se i kao idejni začetnik scenarista video spota.
- U periodu od 2000. do 2003. godine član je direkcije i žirija Hrvatskog radijskog festivala.
- 2003. snimio duet s grupom Colonia, naziv pjesme je Iluzija i nalazi se na šestom albumu grupe pod nazivom Dolazi oluja.
- 2007. pokrenuo glazbenu akciju „Slušaj HRVATSKO“ za koju je snimio pjesmu i video spot „To je tvoje“. U akciji su sudjelovali naši Mišo Kovač, Vanna, Oliver Dragojević, Mladen Bodalec, Rajko Dujmić, Vladimir Kočiš Zec, Aki Rahimovski, Nina Badrić, Gabi Novak, Arsen Dedić, Boris Novković, Miroslav Škoro, Toni Cetinski, Colonia, Zdenka Vučković, Tereza Kesovija i dr.
- 2011. snimio je naslovnu pjesmu albuma i akcije „Traži se prijatelj“, čiji je prihod namijenjen Savjetovalištu Luka Ritz.
- 2015. autor je i inicijator glazbene akcije „Zimzeleno a novo“ koju je prepoznao Želimir Babogredac i priključio se Turkalju u realizaciji. Cilj akcije je očuvati hrvatsku glazbenu kulturu predstavljanjem važnih autora i pjesama mlađim generacijama. Riječ je o vinilnom izdanju na kojem su objavljene originalne pjesme, na A strani, te obrade u akustičnim verzijama i u interpretaciji mlađih glazbenika, na B strani ploče. (Antonela Doko, Queen of Sabe, Gatuzo, Bang Bang i M.O.R.T.). Zimzeleno A novo podsjetnik je na antologijske glazbene materijale, koji su u vrijeme nastanka bili korak ispred vremena i obilježili glazbenu produkciju šezdesetih, sedamdesetih i osamdesetih godina („Svijet je moj“, „Sreća“, „Negdje postoji netko“, „Stare ljubavi“ i „Kuća za Ptice“)
- 2015. djeluje kao urednik i komentator emisija The Voice – Najljepši glas Hrvatske na Drugom programu Hrvatskoga radija.
- 2016. glasnogovornik je i voditelj službe za odnose s javnošću (PR) natjecanja The Voice – Najljepši glas Hrvatske 2016, te komentator i radijski urednik natjecanja.
- 2018.  imenovan je za urednika zabavnog programa Hrvatskoga radija.